# Hostětín

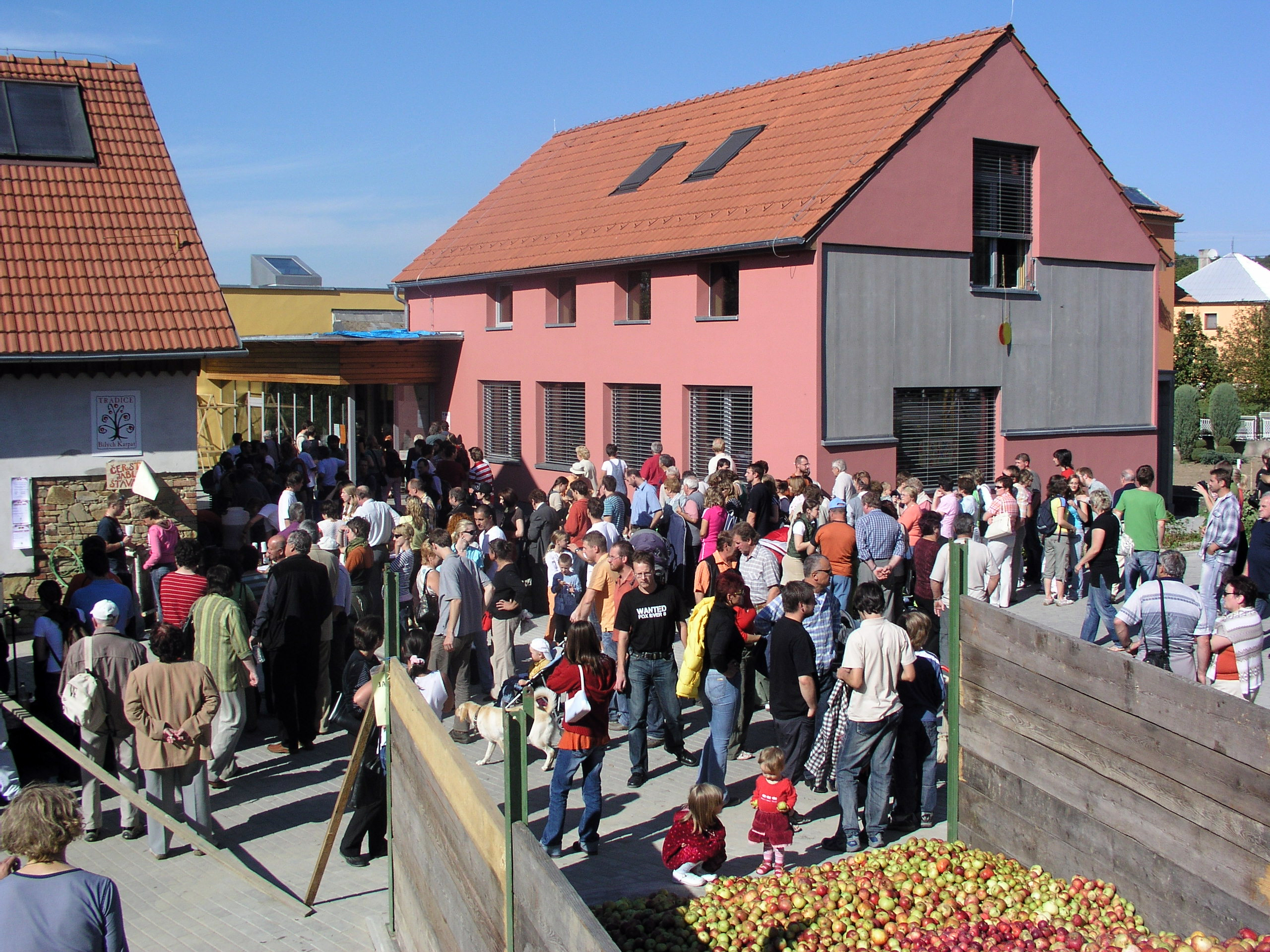
Apfelfest

Hostětín (deutsch Hostietin) ist eine Gemeinde in Tschechien. Sie liegt fünf Kilometer südlich von Slavičín und gehört zum Okres Uherské Hradiště.

## Geographie
Hostětín befindet sich im Nordwesten der Weißen Karpaten auf dem Gebiet des Naturparks CHKO Bílé Karpaty. Das Dorf liegt im Tal des Baches Kolelač. Nördlich erhebt sich die Široká (411 m), im Nordosten die Bukovina (473 m), südöstlich die Kozice (512 m) und Klemůvka (643 m), im Süden der Hradisko (648 m), Měřiny (593 m) und Salaš (564 m), südwestlich der Pitínský vrch (535 m), im Westen die Louky (419 m) sowie nordwestlich die Plošti (467 m) und Ploštiny (477 m). Nordwestlich des Dorfes verläuft die Wlarabahn, die Bahnstation Hostětín liegt 700 m außerhalb des Ortes auf freiem Feld.
Nachbarorte sind Slavičín und Hrádek na Vlárské dráze im Norden, Rokytnice, Jestřabí und Pod Zbytkem im Nordosten, Šanov im Osten, Podsedky im Südosten, V Podlesí im Süden, Pitín und Bojkovice im Südwesten, Kvašňová im Westen sowie Kolelač, Vasilsko und Rudimov im Nordwesten.

## Geschichte
Die erste schriftliche Erwähnung des zur Herrschaft Světlov gehörigen Dorfes erfolgte am 9. Januar 1412 als Besitz der Sternberger. 1418 setzte Eliška Světlovská von Sternberg Jaroslav von Sternberg als Mitbesitzern ein. Nach dessen Tod in der Schlacht bei Vyšehrad verkaufte Eliška 1420 die Herrschaft an König Sigismund. Nach dessen Tod wurde seine Witwe Barbara von Cilli Besitzerin von Světlov. Aus dem Besitz der Böhmischen Krone gelangte die Herrschaft an Heinrich von Leipa und schließlich an den ungarischen Raubritter Pankraz von Svätý Mikuláš. Nachdem dieser zu einer Landplage geworden war, kauften die mährischen Stände die Burgen Engelsberg und Světlov auf und veräußerten sie an Burian von Vlčnov. In den Machtkämpfen zwischen Georg von Podiebrad und Matthias Corvinus wurden die Burgen Starý Světlov und Engelsberg zerstört und blieben wüst. Als Sitz der Herrschaft ließ Ctibor von Landstein 1480 bei Bojkovice die Burg Nový Světlov errichten.
Im Jahre 1516 wurde Hostětín als wüst bezeichnet, sechzig Jahre später war das Dorf wieder besiedelt. Im Jahre 1605 verwüsteten die Aufständischen unter Stephan Bocskai den Ort. 1663 wurde der Ort von den Türken geplündert und 1704 fielen die Kuruzen ein. Zu den weiteren Besitzern gehörten die Grafen von Kaunitz. 1834 wurde in Hostětín eine einklassige Dorfschule eingerichtet. Die Bewohner des Ortes lebten von der Landwirtschaft und dem Obstbau. Seit dem 19. Jahrhundert verdienten sich viele als Beschneider (miškář) ein Zubrot und reisten durch das Land. Bis zur Mitte des 19. Jahrhunderts blieb Hostětín der Herrschaft Světlov untertänig.
Nach der Aufhebung der Patrimonialherrschaften bildete Hoštětín/Hostietin ab 1850 eine Gemeinde in der Bezirkshauptmannschaft Uherský Brod. Zwischen 1883 und 1887 wurde die Wlarabahn errichtet; 1888 nahm sie den Verkehr auf. Seit dem Ende des 19. Jahrhunderts wird das Dorf als Hostětín bezeichnet. Im Jahre 1901 entstand ein neues Schulgebäude. Während des Zweiten Weltkrieges fand Ende August 1944 in der Gegend die Luftschlacht über den Weißen Karpaten statt. 1949 wurde die Gemeinde dem Okres Valašské Klobouky zugeordnet. Nach dessen Aufhebung kam Hostětín Ende 1960 zum Okres Uherské Hradiště. Zwischen 1964 und 1990 war Hostětín nach Pitín eingemeindet. Gepfarrt ist das Dorf seit eh und jeh nach Pitín. Seit der Mitte der 1990er Jahre wurden in Hostětín mehrere ökologische Projekte realisiert. Dazu gehören eine Mosterei, eine Hopfendarre, eine Wurzelreinigung für Abwasser, eine Biomasse-Heizanlage, Sonnenkollektoren, eine ressourcenschonende öffentliche Beleuchtung sowie das Passivhaus Centra Veronica. Am 22. März 2010 besuchte Prinz Charles die ökologischen Projekte in Hostětín.

## Gemeindegliederung
Für die Gemeinde Hostětín sind keine Ortsteile ausgewiesen.

## Sehenswürdigkeiten
- Kapelle Mariä Himmelfahrt, erbaut 1995–1997
- zahlreiche Holzskulpturen in der Umgebung des Dorfes
- historische Obstdarre
- Naturschutzgebiet Žleb, östlich des Dorfes